# Carlotta Cristina di Brunswick-Wolfenbüttel
Carlotta Cristina di Brunswick-Wolfenbüttel (Wolfenbüttel, 28 agosto 1694 – San Pietroburgo, 2 novembre 1715) è stata una principessa tedesca e zarevna di Russia per matrimonio.

## Biografia

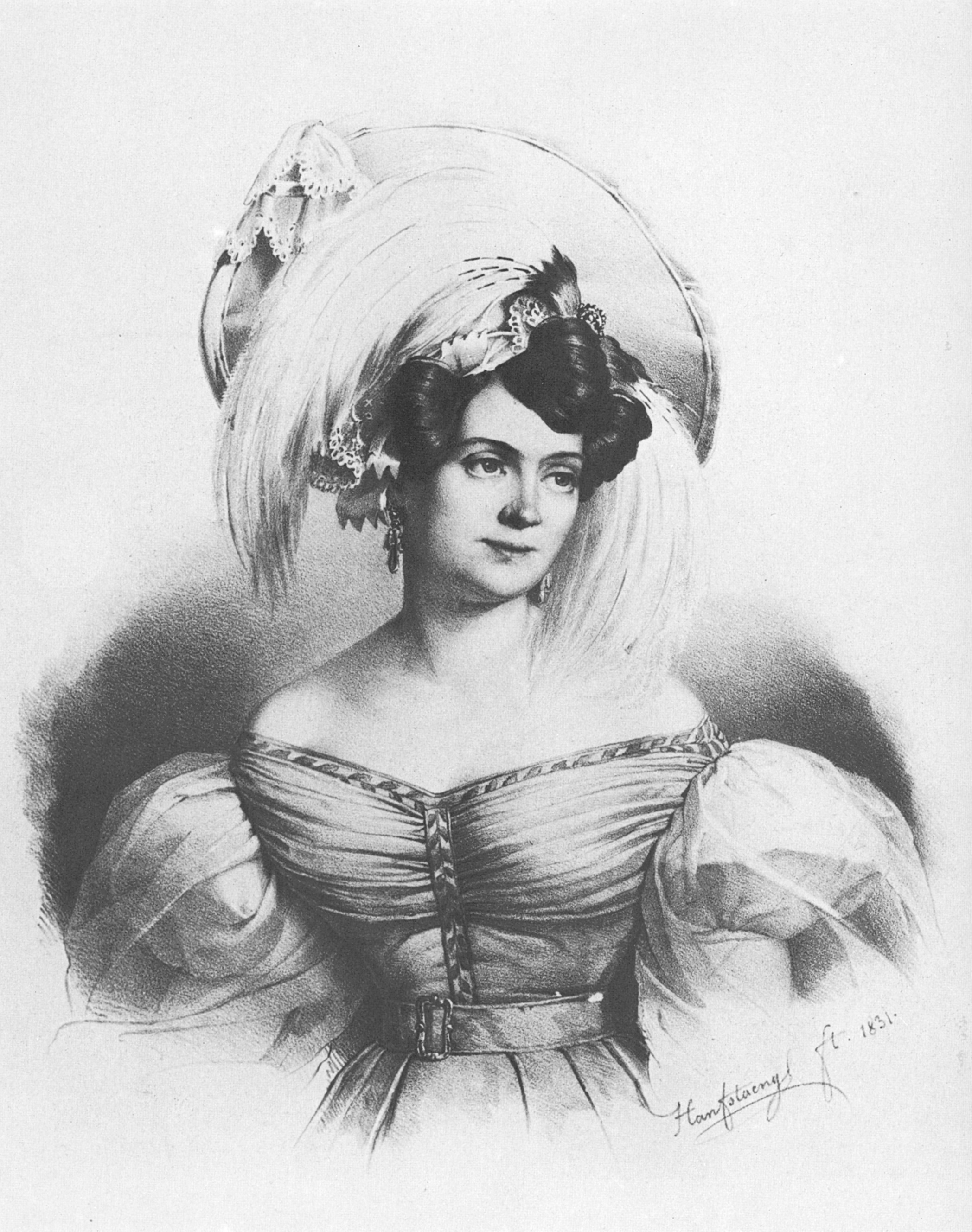
Carlotta Birch-Pfeiffer, Litografia del 1831

Carlotta Cristina di Brunswick-Wolfenbüttel era la figlia secondogenita del duca di Brunswick-Lüneburg, Luigi Rodolfo (1671 – 1735) e di Cristina Luisa di Oettingen-Oettingen (1671 – 1747).
Crebbe alla corte del re Augusto II di Polonia, la cui moglie Cristiana Eberardina di Brandeburgo-Bayreuth era stata la sua madrina di battesimo, oltre che cugina di sua madre. Ricevette una buona educazione, più completa di quella solita per le nobili del tempo. 
Sul finire del 1709 lo zar russo Pietro il Grande invio a Dresda suo figlio, lo zarevic Alessio (1690 – 1718), per completare la propria educazione, dove conobbe Carlotta. Pietro approvò un matrimonio fra i due, in quanto la sorella maggiore di Carlotta, Elisabetta Cristina, era la moglie dell'Imperatore Carlo VI, e la Russia avrebbe potuto guadagnare l'appoggio austriaco nell'imminente guerra contro i Turchi.
Il 14 ottobre 1711 a Torgau Carlotta sposò lo zarevic Alessio. Le fu consentito di mantenere la fede luterana, ma con l'impegno che i figli sarebbero stati allevati invece nella fede ortodossa. Questo matrimonio ruppe l'antica tradizione per cui gli zar erano soliti sposare fanciulle provenienti dall'aristocrazia russa, facendo di Carlotta il primo membro della famiglia imperiale russa a provenire da una dinastia europea straniera. Nel 1713 Pietro le concesse il titolo di Zesarevna, Principessa Ereditaria di Russia, e nello stesso anno Carlotta si trasferì in Russia.
Carlotta godeva del favore del suocero, lo zar Pietro il Grande, ma il matrimonio fu infelice poiché Alessio, che l'aveva sposata contro la sua volontà, la ignorava anche in pubblico e, nel 1714, portò a corte la propria amante, la  finlandese Afrosina.
Il matrimonio diede comunque frutto, dal momento che in pochi anni Carlotta partorì due figli, una femmina e un maschio. Morì nel 1715, di febbre puerperale poco dopo il secondo parto, con cui diede alla luce il futuro zar Pietro II. Il suo corpo fu inumato nella Cattedrale dei Santi Pietro e Paolo a San Pietroburgo.

## Discendenza
Da Alessio, Carlotta ebbe una figlia e un figlio:
- Natalia Alekseevna Romanova (12 luglio 1714 – 22 novembre 1728), granduchessa di Russia;
- Pietro Alekseevič Romanov (12 ottobre 1715 –  18 gennaio 1730), futuro zar con il nome di Pietro II.

## La leggenda letteraria di Carlotta

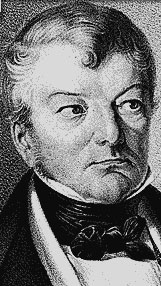
Heinrich Zschokke

Circa mezzo secolo dopo la sua morte, cominciarono a circolare voci secondo le quali Carlotta non sarebbe morta nel 1715 ma sarebbe fuggita e vissuta quindi negli Stati Uniti d'America con un ufficiale francese, rientrando in Europa in tarda età ed ivi permanendo, grazie al sostegno finanziario della nipote, l'imperatrice Maria Teresa d'Austria.
Questa versione costituisce il tema di una novella dello scrittore tedesco Heinrich Zschokke (1771 – 1848). Successivamente l'attrice e scrittrice tedesca Carlotta Birch-Pfeiffer (1780 – 1868) trasse da questa novella un libretto d'opera che fu musicato dal duca Ernesto II di Sassonia-Coburgo-Gotha.

## Ascendenza
|                                                              |                                           |                                                   | Genitori                                  |  |  | Nonni |  |  | Bisnonni                      |  |  | Trisnonni                        |  |
|                                                              |                                           |                                                   |                                           |  |  |       |  |  | Augusto di Brunswick-Lüneburg |  |  | Enrico III di Brunswick-Lüneburg |  |
|                                                              |                                           |                                                   |                                           |  |  |       |  |  | Augusto di Brunswick-Lüneburg |  |  | Enrico III di Brunswick-Lüneburg |  |
|                                                              |                                           | Ursula di Sassonia-Lauenburg                      |                                           |  |  |       |  |  | Augusto di Brunswick-Lüneburg |  |  |                                  |  |
| Antonio Ulrico di Brunswick-Lüneburg                         |                                           |                                                   |                                           |  |  |       |  |  | Augusto di Brunswick-Lüneburg |  |  |                                  |  |
|                                                              |                                           | Dorotea di Anhalt-Zerbst                          | Rodolfo di Anhalt-Zerbst                  |  |  |       |  |  |                               |  |  |                                  |  |
|                                                              |                                           | Dorotea di Anhalt-Zerbst                          | Rodolfo di Anhalt-Zerbst                  |  |  |       |  |  |                               |  |  |                                  |  |
|                                                              |                                           | Dorotea di Anhalt-Zerbst                          | Dorotea Edvige di Brunswick-Wolfenbüttel  |  |  |       |  |  |                               |  |  |                                  |  |
| Luigi Rodolfo di Brunswick-Lüneburg                          |                                           | Dorotea di Anhalt-Zerbst                          |                                           |  |  |       |  |  |                               |  |  |                                  |  |
|                                                              |                                           | Federico di Schleswig-Holstein-Sonderburg-Norburg | Giovanni di Schleswig-Holstein-Sonderburg |  |  |       |  |  |                               |  |  |                                  |  |
|                                                              |                                           | Federico di Schleswig-Holstein-Sonderburg-Norburg | Giovanni di Schleswig-Holstein-Sonderburg |  |  |       |  |  |                               |  |  |                                  |  |
|                                                              |                                           | Federico di Schleswig-Holstein-Sonderburg-Norburg | Elisabetta di Brunswick-Grubenhagen       |  |  |       |  |  |                               |  |  |                                  |  |
| Elisabetta Giuliana di Schleswig-Holstein-Sonderburg-Norburg |                                           | Federico di Schleswig-Holstein-Sonderburg-Norburg |                                           |  |  |       |  |  |                               |  |  |                                  |  |
|                                                              |                                           | Eleonora di Anhalt-Zerbst                         | Rodolfo di Anhalt-Zerbst                  |  |  |       |  |  |                               |  |  |                                  |  |
|                                                              |                                           | Eleonora di Anhalt-Zerbst                         | Rodolfo di Anhalt-Zerbst                  |  |  |       |  |  |                               |  |  |                                  |  |
|                                                              |                                           | Eleonora di Anhalt-Zerbst                         | Dorotea Edvige di Brunswick-Wolfenbüttel  |  |  |       |  |  |                               |  |  |                                  |  |
| Carlotta Cristina di Brunswick-Wolfenbüttel                  |                                           | Eleonora di Anhalt-Zerbst                         |                                           |  |  |       |  |  |                               |  |  |                                  |  |
|                                                              | Gioacchino Ernesto di Oettingen-Oettingen | Ludovico Eberardo di Oettingen-Oettingen          |                                           |  |  |       |  |  |                               |  |  |                                  |  |
|                                                              | Gioacchino Ernesto di Oettingen-Oettingen | Ludovico Eberardo di Oettingen-Oettingen          |                                           |  |  |       |  |  |                               |  |  |                                  |  |
|                                                              | Gioacchino Ernesto di Oettingen-Oettingen | Margherita d'Erbach                               |                                           |  |  |       |  |  |                               |  |  |                                  |  |
| Alberto Ernesto I di Oettingen-Oettingen                     | Gioacchino Ernesto di Oettingen-Oettingen |                                                   |                                           |  |  |       |  |  |                               |  |  |                                  |  |
|                                                              |                                           | Anna Dorotea di Hohenlohe-Neuenstein-Gleichen     | Carlo VII di Hoehnlohe-Neuenstein         |  |  |       |  |  |                               |  |  |                                  |  |
|                                                              |                                           | Anna Dorotea di Hohenlohe-Neuenstein-Gleichen     | Carlo VII di Hoehnlohe-Neuenstein         |  |  |       |  |  |                               |  |  |                                  |  |
|                                                              |                                           | Anna Dorotea di Hohenlohe-Neuenstein-Gleichen     | Sofia di Zweibrucken-Birkenfeld           |  |  |       |  |  |                               |  |  |                                  |  |
| Cristina Luisa di Oettingen-Oettingen                        |                                           | Anna Dorotea di Hohenlohe-Neuenstein-Gleichen     |                                           |  |  |       |  |  |                               |  |  |                                  |  |
|                                                              |                                           | Eberardo III di Württemberg                       | Giovanni Federico di Württemberg          |  |  |       |  |  |                               |  |  |                                  |  |
|                                                              |                                           | Eberardo III di Württemberg                       | Giovanni Federico di Württemberg          |  |  |       |  |  |                               |  |  |                                  |  |
|                                                              |                                           | Eberardo III di Württemberg                       | Barbara Sofia del Brandeburgo             |  |  |       |  |  |                               |  |  |                                  |  |
| Cristina Federica di Württemberg                             |                                           | Eberardo III di Württemberg                       |                                           |  |  |       |  |  |                               |  |  |                                  |  |
|                                                              |                                           | Anna Caterina Dorotea di Salm-Kyrburg             | Giovanni Casimiro di Salm-Kyrburg         |  |  |       |  |  |                               |  |  |                                  |  |
|                                                              |                                           | Anna Caterina Dorotea di Salm-Kyrburg             | Giovanni Casimiro di Salm-Kyrburg         |  |  |       |  |  |                               |  |  |                                  |  |
|                                                              |                                           | Anna Caterina Dorotea di Salm-Kyrburg             | Dorotea di Solms-Laubach                  |  |  |       |  |  |                               |  |  |                                  |  |
|                                                              |                                           | Anna Caterina Dorotea di Salm-Kyrburg             |                                           |  |  |       |  |  |                               |  |  |                                  |  |